# Masira
Masira (arabisch مصيرة, DMG Maṣīra; lateinisch: Zenobia (römische Bezeichnung der Insel in der Antike)) ist eine Insel an der Ostküste des Oman. Das 649 km² große Eiland ist 95 km lang und 12–14 km breit. Die etwa 12.000 Bewohner der Insel wohnen zum größten Teil in 12 Orten welche an der Nordseite der Insel liegen. Masira gehört administrativ zum Gouvernement Dschanub asch-Scharqiyya und enthält das südlichste Territorium dieser Region.

## Geographie
Die gebirgige Insel hat ein sehr trockenes Klima. Charakteristisch sind Sand- und Steinwüsten. Bedeutsame Erhebungen sind der 256 m hohe Dschabal Madrub und der 153 m hohe Dschabal Suwair.
In den steinigen, etwa 10 m flachen Küstengebieten kommt es zur Bildung einer Halokline, die aufgrund ihres hohen Nährstoffgehalts den idealen Lebensraum für Korallen, Fische und Schildkröten, wie den Bastardschildkröten, bildet. An den Stränden ist die größte Population der unechten Karettschildkröte heimisch, die jedes Jahr hier ihre Eier ablegt.
In den Wadis des Eilands ist der Jemen-Waran heimisch.
Das angenehme Klima zwischen November und März wechselt sich mit dem heißen Klima während des südöstlichen Monsuns ab.
Zur Volkszählung am 7. Dezember 2003 hatte Masira eine Bevölkerung von 9292. Davon lebten 8872 oder gut 95 Prozent im Hauptort Ḥilf im Norden der Insel.
Bis zur Volkszählung am 12. Dezember 2010 nahm die Bevölkerung ab auf 8726, davon 8467 in Ḥilf und 201 in Ghadayr.

## Industrie
Die wichtigsten Industriezweige der Insel sind der Fischfang und die traditionelle Textilindustrie. Der traditionelle Schiffbau hingegen hat seine Bedeutung verloren.
Von weiterer wirtschaftlicher Bedeutung ist neben einer Fischfabrik der Flughafen der Insel, welcher auch von der Royal Air Force of Oman genutzt wird. Zudem wird über ihn ein Teil des Personenverkehrs mit dem Festland abgewickelt. Außerdem existiert eine kleine Fähre zum Transport von PKWs.
An den Küsten der Insel kann man die Wracks verunglückter Dhaus von Fischern finden. Diese sind aufgrund des salzigen Klimas und der enormen Hitze gut erhalten.

## Tourismus
Die Insel öffnet sich seit Kurzem dem Tourismus. Die Anreise nach Masira ist jedoch immer noch beschwerlich. Es gibt lediglich eine Fährverbindung mehrmals täglich mit unregelmäßigem Fahrplan. Inzwischen gibt es ein Vier-Sterne-Hotel sowie ein Kitecamp auf der Insel. Unter Kiteboardern gilt die Insel als Geheimtipp aufgrund des Monsunwinds im Sommer, der mit über 20 Knoten konstant über die Insel bläst.

## Militärische Nutzung
Seit den dreißiger Jahren wurde Masira von den britischen Streitkräften als Militärbasis genutzt. Nach dem Zweiten Weltkrieg lösten US-Truppen die Briten ab. 2009 wurde die Basis schließlich von der privaten US-Sicherheitsfirma DynCorp übernommen und dient weiterhin als Nachschub- und Aufklärungsstützpunkt.

## Klimatabelle
|                       | Jan  | Feb  | Mär  | Apr  | Mai  | Jun  | Jul  | Aug  | Sep  | Okt  | Nov   | Dez  |   |      |
| Mittl. Tagesmax. (°C) | 26,5 | 27,8 | 30,3 | 33,8 | 35,9 | 34,9 | 31,9 | 30,8 | 31,1 | 32,3 | 30,3  | 27,8 | ⌀ | 31,1 |
| Mittl. Tagesmin. (°C) | 18,5 | 19,1 | 21,1 | 24,3 | 26,3 | 26,1 | 24,0 | 23,0 | 23,5 | 23,4 | 22,6  | 20,7 | ⌀ | 22,7 |
|                       |      |      |      |      |      |      |      |      |      |      |       |      |   |      |
| Niederschlag (mm)     | 4,2  | 2,5  | 9,7  | 5,3  | 0,2  | 1,3  | 8,8  | 0,2  | 0,0  | 2,0  | 4,2   | 1,9  | Σ | 40,3 |
|                       |      |      |      |      |      |      |      |      |      |      |       |      |   |      |
| Sonnenstunden (h/d)   | 9,5  | 10,1 | 9,0  | 9,5  | 11,1 | 10,4 | 7,9  | 7,8  | 9,1  | 10,2 | 10..2 | 9,3  | ⌀ | 9,5  |
|                       |      |      |      |      |      |      |      |      |      |      |       |      |   |      |
| Regentage (d)         | 1,2  | 1,0  | 1,2  | 0,2  | 0,1  | 0,8  | 1,1  | 1,0  | 0,2  | 0,1  | 0,5   | 1,0  | Σ | 8,4  |
|                       |      |      |      |      |      |      |      |      |      |      |       |      |   |      |
| Luftfeuchtigkeit (%)  | 70   | 71   | 72   | 69   | 69   | 74   | 79   | 80   | 80   | 73   | 71    | 71   | ⌀ | 73,3 |

| 18,5 |

| 19,1 |

| 21,1 |

| 24,3 |

| 26,3 |

| 26,1 |

| 24,0 |

| 23,0 |

| 23,5 |

| 23,4 |

| 22,6 |

| 20,7 |

| 18,5 |

| 19,1 |

| 21,1 |

| 24,3 |

| 26,3 |

| 26,1 |

| 24,0 |

| 23,0 |

| 23,5 |

| 23,4 |

| 22,6 |

| 20,7 |